# Chloromyia bella
Chloromyia bella är en tvåvingeart som först beskrevs av Friedrich Hermann Loew 1857.  Chloromyia bella ingår i släktet Chloromyia och familjen vapenflugor. Inga underarter finns listade i Catalogue of Life.